# Arise, My Love
Arise, My Love (bra: Levanta-te, Meu Amor!) é um filme estadunidense de 1940, do gênero comédia romântica, dirigido por Mitchell Leisen, e estrelado por Claudette Colbert e Ray Milland. O roteiro de Billy Wilder, Charles Brackett e Jacques Théry foi baseado em uma história de Benjamin Glazer e János Székely.
A trama retrata a história de amor de um piloto e uma jornalista que se conhecem nos últimos dias da Guerra Civil Espanhola e a trajetória de seu relacionamento através dos primeiros dias da Segunda Guerra Mundial.
Colbert disse uma vez que "Arise, My Love" era seu favorito de todos os filmes que ela havia feito. A produção reuniu novamente a equipe principal de "Meia-Noite" (além de Leisen e Colbert, o produtor Arthur Hornblow, Jr.; o cinegrafista Charles Lang, e os roteiristas Billy Wilder e Charles Brackett).

## Sinopse
Durante os últimos momentos da Guerra Civil Espanhola, o mercenário Tom Martin (Ray Milland) é salvo da execução por uma mulher que se apresenta como sua esposa, mas na verdade é a jornalista Augusta "Gusto" Nash (Claudette Colbert) em busca de uma boa reportagem. Perseguidos pelos guardas da prisão, eles fogem para Paris e acabam se apaixonando. Quando a Segunda Guerra Mundial começa com a invasão da Polônia por Adolf Hitler, eles tentam retornar aos Estados Unidos, porém o navio em que viajam é afundado por um submarino alemão. Resgatados, Tom se junta à Força Aérea Real e Gusto se torna uma importante correspondente de guerra. Eles voltam a se reunir quando Paris cai nas mãos da Wehrmacht e decidem, então, conclamar o povo estadunidense a pegar em armas contra os nazistas.

## Elenco
- Claudette Colbert como Augusta "Gusto" Nash
- Ray Milland como Tom Martin
- Walter Abel como Sr. Phillips
- Dick Purcell como Pinky O'Connor
- Dennis O'Keefe como Joe "Shep" Shepard
- Esther Dale como Susie, a secretária
- George Zucco como Governador da Prisão
- Frank Puglia como Padre Jacinto
- Paul Leyssac como Bresson
- Ann Codee como Madame Bresson
- Stanley Logan como Coronel Tubbs-Brown
- Lionel Pape como Lorde Kettlebrook
- Aubrey Mather como Achille
- Cliff Nazarro como Botzelberg

## Produção

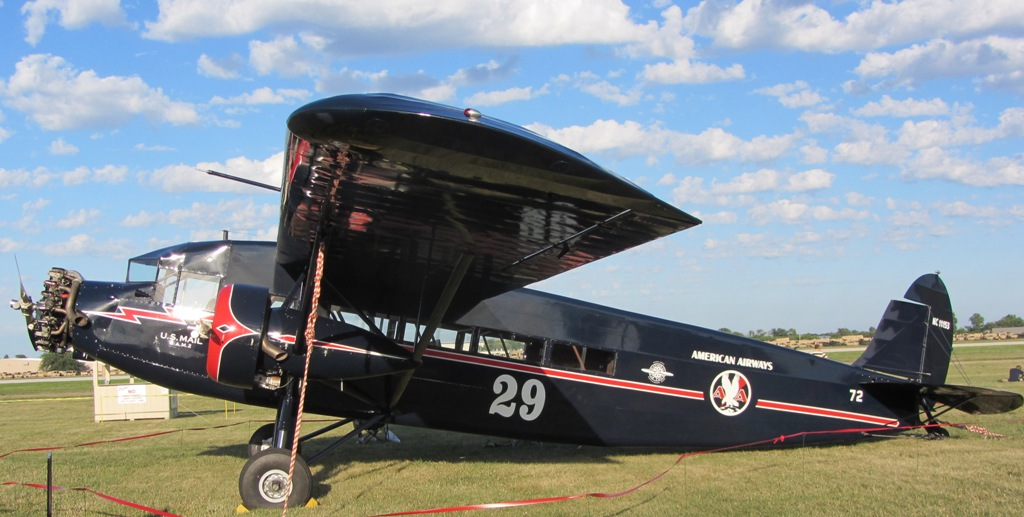
Um trimotor Stinson A foi pilotado por Albert Paul Mantz em "Arise, My Love".

As filmagens do filme começaram em 24 de junho de 1940, no estúdio da Paramount, e duraram até meados de agosto daquele ano, com o roteiro sendo continuamente atualizado para incorporar eventos reais, como o naufrágio do SS Athenia e a assinatura do armistício entre a França e a Alemanha na Floresta de Compiègne, além das novidades da Segunda Guerra Mundial. A personagem Augusta Nash foi supostamente baseada em Martha Gellhorn. "A Dream Lover", composta por Victor Schertzinger com letras de Clifford Grey, foi cantada e cantarolada por Claudette Colbert. A canção foi originalmente introduzida em "The Love Parade" (1929).
O filme foi baseado na história real de Harold Edward Dahl. Durante a Guerra Civil Espanhola, Dahl, que lutava como piloto pela Força Aérea da República Espanhola, foi derrubado e capturado como prisioneiro de guerra. Inicialmente condenado à morte, houve movimentações diplomáticas para libertá-lo. Sua primeira esposa, Edith Rogers, uma cantora conhecida de impressionante beleza, supostamente visitou Francisco Franco pessoalmente para implorar pela vida de Dahl. Ele permaneceu na prisão até 1940 e então retornou aos Estados Unidos.
O título do filme vem de Cântico dos Cânticos 2:10: "O meu amado falou e me disse:  'Levanta-te, meu amor, minha bela, e venha comigo'" ("My beloved speaks and says to me: 'Arise, my love, my beautiful one, and come away'".)
De acordo com a revista The Hollywood Reporter, Joel McCrea era a primeira escolha da Paramount para o papel masculino principal, mas teve que recusá-lo por causa de problemas de saúde. Colbert torceu o tornozelo depois de recusar a utilização de uma dublê nas cenas de perseguição e luta automobilística. Mais tarde, ela tropeçou em uma pedra ao ser empurrada por uma onda artificial.
Um trimotor Stinson A foi apresentado no filme como uma aeronave espanhola. O coordenador aéreo Albert Paul Mantz pilotou a aeronave.
O diretor Mitchell Leisen teve a responsabilidade de controlar os tempos dos beijos nas cenas de amor com um cronômetro, assim tentando evitar problemas com a censura cinematográfica da época. Leisen e o roteirista Billy Wilder supostamente tiveram problemas no set de filmagens, chegando a discutir diversas vezes sobre diferenças técnicas na história do filme.

## Recepção
Bosley Crowther, em sua crítica para o jornal The New York Times, escreveu que o filme era uma maneira cínica de explorar a guerra na Europa: "É simplesmente um filme sintético que tenta conferir importância a um romance agradável em Paris envolvendo-o nas realidades da guerra – mas uma guerra que é evidentemente concebida por alguém que tem lido manchetes na Califórnia. A Srta. Colbert e o Sr. Milland são muito encantadores quando estão a sós. Mas, com a Europa pegando fogo ao redor deles, paradoxalmente, não são tão cativantes. O mesmo vale para o filme".
Segundo o crítico e historiador de cinema Ken Wlaschin, este é um dos dez melhores filmes de Ray Milland.

## Adaptações para a rádio
Em 8 de junho de 1942, o filme foi adaptado em uma apresentação de uma hora no Lux Radio Theatre, com Ray Milland e Loretta Young nos papéis principais. Em 1.º de junho de 1946, o filme foi adaptado novamente, dessa vez no Academy Award Theatre, com Milland reprisando seu papel.

## Prêmios e indicações
| Ano  | Cerimônia | Categoria                                | Indicado                        | Resultado | Ref.                 |
| ---- | --------- | ---------------------------------------- | ------------------------------- | --------- | -------------------- |
| 1941 | Oscar     | Melhor história original                 | Benjamin Glazer & János Székely | Venceu    | [ 15 ] [ 16 ] [ 17 ] |
| 1941 | Oscar     | Melhor fotografia em preto e branco      | Charles Lang                    | Indicado  | [ 15 ] [ 16 ] [ 17 ] |
| 1941 | Oscar     | Melhor direção de arte em preto e branco | Hans Dreier & Robert Usher      | Indicado  | [ 15 ] [ 16 ] [ 17 ] |
| 1941 | Oscar     | Melhor trilha sonora                     | Victor Young                    | Indicado  | [ 15 ] [ 16 ] [ 17 ] |